# Hugo Steinhaus
Władysław Hugo Dyonizy Steinhaus (Jasło, 14 de janeiro de 1887 — Wrocław, 25 de fevereiro de 1972) foi um matemático polonês.

## Carreira
Foi um dos membros da Escola de Matemática de Lviv. Steinhaus estudou matemática na Universidade de Lviv e na Universidade de Göttingen, onde doutorou-se em 1911 com a tese Neue Anwendungen des Dirichlet'schen Prinzips. Habilitou-se em 1917 em Lviv. Em 1918 publicou o artigo Additive und stetige Funktionaloperationen. Em 1920 foi professor da Universidade de Lviv. Foi colega de Stefan Banach, Stanisław Ulam e outros matemáticos devotados à análise funcional. Em 1945 foi professor de matemática na Universidade de Wrocław. Em 1952 foi eleito membro da Academia de Ciências da Polônia. Autor de cerca de 170 artigos científicos e livros, Steinhaus deixou seu legado e contribuição em muitos ramos da matemática, como análise funcional, geometria, lógica matemática e trigonometria. Notavelmente, ele é considerado como um dos primeiros fundadores da teoria dos jogos e da teoria da probabilidade, o que levou ao desenvolvimento posterior de abordagens mais abrangentes por outros estudiosos.

## Obras
- Czym jest, a czym nie jest matematyka (What Mathematics Is, and What It Is Not, 1923).
- Theorie der Orthogonalreihen (com Stefan Kaczmarz, 1935).
- Kalejdoskop matematyczny (A Mathematical Kaleidoscope, 1938).
- Mathematical Snapshots (1939).
- Taksonomia wrocławska (A Wroclaw Taxonomy; mit anderen, 1951).
- Sur la liaison et la division des points d'un ensemble fini (com outros, 1951).
- Sto zadań (A Hundred Problems, 1958).
- One Hundred Problems In Elementary Mathematics (1964).
- Orzeł czy reszka (Heads or Tails, 1961).
- Słownik racjonalny (A Rational Dictionary, 1980).
- Wspomnienia i zapiski (Remembrances and Notes, 1992)

Fundou Studia Mathematica com Stefan Banach (1929), e Zastosowania matematyki (Applications of Mathematics, 1953).